# Victor Joukovski
Victor Joukovski es un deportista bielorruso que compitió en atletismo adaptado. Ganó dos medallas en los Juegos Paralímpicos de Atlanta 1996.

## Palmarés internacional
| Juegos Paralímpicos | Juegos Paralímpicos      | Juegos Paralímpicos | Juegos Paralímpicos |
| Año                 | Lugar                    | Medalla             | Prueba              |
| ------------------- | ------------------------ | ------------------- | ------------------- |
| 1996                | Atlanta (Estados Unidos) | Medalla de bronce   | Triple salto F10    |
| 1996                | Atlanta (Estados Unidos) | Medalla de bronce   | Pentatlón P10       |